# В стиле jazz
«…в сти́ле JAZZ» (рабочее название — «Сердца четырёх») — российский мелодраматический комедийный художественный фильм, снятый в 2010 году режиссёром Станиславом Говорухиным по пьесе Ксении Степанычевой.
В августе 2010 года фильм был представлен на XVIII ежегодном российском кинофестивале «Окно в Европу» в Выборге, где удостоился приза «Золотая ладья» за первое место в рамках конкурсной программы «Выборгский счёт». В 2011 году получил гран-при («приз зрительских симпатий») XIX Всероссийского кинофестиваля «Виват, кино России!» в Санкт-Петербурге.

## Сюжет
Главный герой — успешный молодой человек, обладающий удивительным мужским обаянием и способностью нравиться всем женщинам независимо от их возраста и положения в обществе. Героиня — девушка двадцати шести лет, с головой ушедшая в работу, разочаровавшаяся в любви и уже не мечтающая о женском счастье.
Но… он знакомится с её младшей сестрой и мамой, всё ещё красавицей. Со временем и они оказываются во власти обаяния героя.

## В ролях
- Михал Жебровский — Сергей Владимирович Савельев, писатель (озвучивает Виктор Раков)
- Ольга Красько — Ирина, старшая дочь, актриса
- Елена Яковлева — Вера Дмитриевна, мать, стюардесса
- Аглая Шиловская — Женя, младшая дочь, студентка
- Анатолий Белый — актёр
- Татьяна Устинова — Таня, бывшая жена Сергея, успешная писательница (фактически — камео)
- Марат Башаров — актёр
- Фёдор Добронравов — подполковник милиции
- Роман Карцев — одесский таксист
- Анна Самохина — жена режиссёра Виктора Ивановича
- Виктор Сухоруков — Виктор Иванович, режиссёр
- Ирина Скобцева — бывшая тёща Сергея Савельева
- Олеся Жураковская — официантка в одесском ресторане

## Создатели
- Авторы сценария: Ксения Степанычева, Станислав Говорухин.
- Режиссёр-постановщик: Станислав Говорухин.
- Оператор: Алишер Хамидходжаев.
- Художник: Валентин Гидулянов.
- Композитор: Давид Голощёкин.
- Звукорежиссёр: Александр Погосян.
- Костюмы: Елена Лукьянова.
- Грим: Марина Журавлёва, Владимир Гуркин.
- Монтаж: Вера Круглова.
- Режиссёр: Дарья Шумакова.
- Продюсеры: Станислав Говорухин, Александр Просянов.

## Создание
По мнению создателя картины, режиссёра Станислава Говорухина, «по стилю и по духу кинолента напоминает джаз». Комментируя название фильма он пояснил: 

«Я вообще люблю только классическую музыку и джаз. А эта картина снималась как раз в стиле джаза: когда какой-то инструмент берёт на себя лидерство и солирует».

## Музыкальное сопровождение
В основе джазовых композиций фильма лежат:
- «Звать любовь не надо» (песня из кинофильма «Моя любовь» на музыку Исаака Дунаевского и слова Анатолия д'Актиля, 1940 год[5]) — поёт актриса Аглая Шиловская.
- «My melancholy baby» (песня на музыку Ernie Burnett и слова George A. Norton, 1912 год) — исполняет «Ансамбль Давида Голощёкина», вокал — Айрин Буше (Airin Bushe) (солистка оркестра «Саксофоны Санкт-Петербурга» под управлением Геннадия Гольштейна).
- «Неудачное свидание» (песня на музыку Александра Цфасмана и слова Бориса Тимофеева, 1937 год[6]) — звучит фоновая музыка.
- «Stardust» («Звёздная пыль») (песня американского композитора Хоуги Кармайкла (Hoagy Carmichael), 1927 год[7]) — звучит фоновая музыка.
- «У Чёрного моря» (песня композитора Модеста Табачникова и поэта Семёна Кирсанова, 1951 год) — напевает главный герой Савельев в исполнении Михала Жебровского (голосом Виктора Ракова).
- «Ти ж мене підманула» (украинская народная песня) — исполняет украинский ансамбль «Пальмира» (Одесса), вокал — Ольга Леоненко и Светлана Рубанович.

## Награды
- 2010 — приз «Золотая ладья» за первое место в конкурсе «Выборгский счёт» XVIII-го ежегодного российского кинофестиваля «Окно в Европу»[1][2][3].
- 2011 — гран-при («приз зрительских симпатий») XIX-го Всероссийского кинофестиваля «Виват, кино России!» в Санкт-Петербурге[4].